# Episodi di Shrinking (prima stagione)
La prima stagione di Shrinking è stata distribuita sulla piattaforma streaming Apple TV+ dal 27 gennaio 2023.
| nº | Titolo originale     | Titolo italiano              | Pubblicazione USA | Pubblicazione Italia |
| -- | -------------------- | ---------------------------- | ----------------- | -------------------- |
| 1  | Coin Flip            | Testa o croce                | 27 gennaio 2023   | 27 gennaio 2023      |
| 2  | Fortress of Solitude | La fortezza della solitudine | 27 gennaio 2023   | 27 gennaio 2023      |
| 3  | Fifteen Minutes      | Quindici minuti              | 3 febbraio 2023   | 3 febbraio 2023      |
| 4  | Potatoes             | Patate                       | 10 febbraio 2023  | 10 febbraio 2023     |
| 5  | Woof                 | Woof                         | 17 febbraio 2023  | 17 febbraio 2023     |
| 6  | Imposter Syndrome    | Sindrome dell'impostore      | 24 febbraio 2023  | 24 febbraio 2023     |
| 7  | Apology Tour         | Giro di scuse                | 7 marzo 2023      | 7 marzo 2023         |
| 8  | Boop                 | Boop                         | 3 marzo 2023      | 3 marzo 2023         |
| 9  | Moving Forward       | La vita continua             | 10 marzo 2023     | 10 marzo 2023        |
| 10 | Closure              | Chiusura                     | 24 marzo 2023     | 24 marzo 2023        |

## Testa o croce
- Titolo originale: Coin Flip
- Diretto da: James Ponsoldt
- Scritto da: Bill Lawrence, Jason Segel e Brett Goldstein

### Trama
Jimmy, un terapista che soffre per la perdita della moglie, prova un nuovo approccio con i suoi pazienti, nella speranza di aiutare sé stesso aiutando gli altri.

## La fortezza della solitudine
- Titolo originale: Fortress of Solitude
- Diretto da: Ry Russo-Young
- Scritto da: Brett Goldstein

### Trama
Per fornire un avvocato a Sean, Jimmy ricontatta dopo molto tempo il suo migliore amico, ma nasconde l'accaduto a Paul.

## Quindici minuti
- Titolo originale: Fifteen Minutes
- Diretto da: Ry Russo-Young
- Scritto da: Brian Gallivan

### Trama
Jimmy trova Gaby in una situazione compromettente. Paul aiuta Alice ad affrontare la sua perdita, ma è lui il primo a dover fare i conti col suo dolore.

## Patate
- Titolo originale: Potatoes
- Diretto da: James Ponsoldt
- Scritto da: Rachna Fruchbom

### Trama
Mentre le cose al lavoro precipitano, Jimmy attacca Liz perché interferisce con la sua vita. Paul non sa decidersi a dire alla figlia della sua malattia.

## Woof
- Titolo originale: Woof
- Diretto da: James Ponsoldt
- Scritto da: Bill Posley

### Trama
Jimmy ha un intoppo nel corso della terapia con Sean, ma non può consultare Paul per avere un consiglio. Brian fa un annuncio importante riguardante la sua relazione.

## Sindrome dell'impostore
- Titolo originale: Imposter Syndrome
- Diretto da: Randall Keenan Winston
- Scritto da: Annie Mebane

### Trama
Jimmy decide di dare una festa dopo che Alice l'ha convinto. Gaby ha delle difficoltà con la sua libido post-divorzio. Liz dà a Paul della marijuana a scopo terapeutico.

## Giro di scuse
- Titolo originale: Apology Tour
- Diretto da: Randall Keenan Winston
- Scritto da: Brett Goldstein

### Trama
Jimmy cerca di limitare i danni dopo la festa. Paul riceve un'altra visita della figlia. Liz e Sean scoprono di avere qualcosa in comune.

## Boop
- Titolo originale: Boop
- Diretto da: Zach Braff
- Scritto da: Wally Baram

### Trama
Paul e Brian corrono in aiuto di Jimmy quando Alice inizia a fare scenate. Liz e Sean danno il loro appoggio a Gaby, accompagnandola a un evento.

## La vita continua
- Titolo originale: Moving Forward
- Diretto da: Randall Keenan Winston
- Scritto da: Sofi Selig

### Trama
Jimmy spinge un indeciso Paul ad accettare un premio per la sua carriera. Sean propone a Liz di mettersi in affari insieme.

## Chiusura
- Titolo originale: Closure
- Diretto da: James Ponsoldt
- Scritto da: Neil Goldman

### Trama
Finale di stagione. Mentre Brian è vicino alle nozze, Alice non è d'accordo con il modo di vivere di Jimmy. Liz scopre un segreto.